# 莱富日雷
莱富日雷（法語：Les Fougerêts，法語發音：[le fuʒʁɛ] ⓘ）是法国莫尔比昂省的一个市镇，位于该省东部，属于瓦讷区。

## 地理
莱富日雷（47°44'25"N, 2°12'45"W）面积19.91 平方千米，位于法国布列塔尼大區莫尔比昂省，该省份为法国西北部沿海省份，位于布列塔尼半岛南部，北起阿摩尔滨海省、西接菲尼斯泰尔省，南濒大西洋，东南接大西洋卢瓦尔省，东临伊勒-维莱讷省。
与莱富日雷接壤的市镇（或旧市镇、城区）包括：圣尼古拉迪泰特尔、佩亚克、乌斯特河畔圣马丹、拉加西伊。

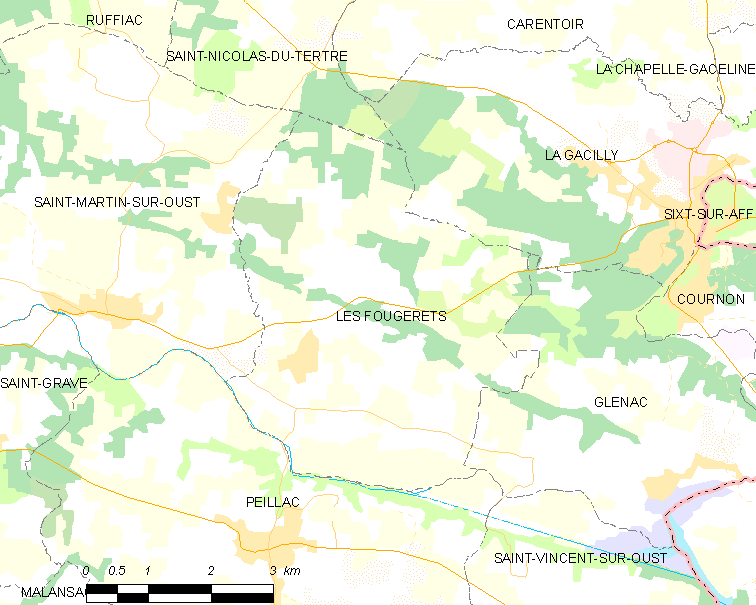
莱富日雷的OSM定位图

莱富日雷的时区为UTC+01:00、UTC+02:00（夏令时）。

## 行政
莱富日雷的邮政编码为56200，INSEE市镇编码为56060。

## 政治
莱富日雷所属的省级选区为盖尔县。

## 人口

1962-2008年间莱富日雷人口变化图示

莱富日雷于2022年1月1日时的人口数量为960人。